# Isabella av Skottland
Isabella av Frankrike, född 1426, död 1494, var en hertiginna av Bretagne, gift 1442 med hertig Frans I av Bretagne. Hon var dotter till kung Jakob I av Skottland och Johanna Beaufort.

## Biografi
Äktenskapet arrangerades eftersom Frans I inte hade fått några överlevande barn i sitt första äktenskap. Hans sändebud återvände från Skottland och rapporterade att Isabella var vacker och ståtlig men verkade dum. Frans sade då: 
"Mina vänner, återvänd till Skottland och ta henne med er, hon är allt jag vill ha och ingen annan: era listiga kvinnor gör mer skada än nytta."
Isabella hade rykte om sig att vara poet och utgav vid sin syster Margaretas död bönboken Livre d'Isabeau d'Escosse (1445). Hon fick två döttrar men ingen son under äktenskapet, och maken efterträddes därför av sin bror vid sin död 1450. 
Som änka försökte man arrangera ett äktenskap mellan henne och tronföljaren av Navarra, men planerna misslyckades på grund av den franske kungens motstånd. Hennes bror försökte få henne att återvända till Skottland så att han kunde gifta bort henne igen, men Isabella vägrade, sade att hon var lycklig och populär i Bretagne och dessutom var alldeles för sjuk för att kunna resa, och krävde också att han skulle betala hennes hemgift.     